# 帕丘卡足球俱乐部
帕丘卡足球俱乐部（西班牙語：Club de Fútbol Pachuca）是墨西哥帕丘卡市的一个足球俱乐部。该队现参加墨西哥足球超级联赛。
该队曾5次夺得联赛冠军，5次中北美洲及加勒比海联赛冠军杯，1次北美超级联赛冠军。

## 荣誉
- 墨西哥足球甲级联赛
  - 冠军：1999冬, 2001冬, 2003秋, 2006春, 2007春, 2016春
- 墨西哥足球乙级联赛
  - 冠军：1995-1996, 1997冬.
- 南美球會盃
  - 冠军：2006

## 外部連結
- 官方網站 （页面存档备份，存于）